# Máté Lékai
Máté Lékai (16 giugno 1988) è un pallamanista ungherese.